# Marie-Christine de Bourbon-Siciles (1779-1783)
Pour les articles homonymes, voir Marie-Christine de Bourbon-Siciles.
Marie-Christine de Bourbon-Siciles (parfois appelée « de Naples-Sicile »), née le 17 janvier 1779 au palais de Caserte et morte le 26 février 1783 au même endroit, est un membre de la dynastie capétienne de Bourbon et une princesse de Naples et de Sicile par descendance. Elle est le septième enfant du roi Ferdinand Ier des Deux-Siciles et de son épouse, la reine Marie-Caroline, ainsi que la sœur jumelle de la princesse Marie-Christine de Naples et de Sicile, qui devient plus tard l'épouse du roi Charles-Félix de Sardaigne. Elle meurt à l'âge de quatre ans de la variole quelques mois après son anniversaire.

## Biographie
Marie-Christine Amélie est née le 17 janvier 1779 au palais de Caserte. Elle est la sœur jumelle de Marie-Christine Amélie Thérèse, et sa sœur cadette.
Cependant, selon d'autres sources, les deux n'étaient pas jumelles, mais seraient nées à seulement un an d'intervalle Marie-Christine Amélie serait peut-être née en 1778, également le 17 janvier, mais un an plus tôt.
L'historien italien Gaudenzio Dell'Aja note que bien que les archives officielles aient été perdues, la plupart des sources s'accordent à dire que les sœurs étaient jumelles.
Elle est le septième enfant et la cinquième fille du roi Ferdinand Ier des Deux-Siciles et de son épouse, la reine Marie-Caroline. Sa sœur jumelle est l'enfant préférée de sa mère.
Elle est titrée princesse de Naples et de Sicile jusqu'à sa mort.
Son père, Ferdinand, alors duc de Calabre, est le troisième fils et le neuvième enfant du roi Charles III d'Espagne et de la reine Marie-Amélie de Saxe. Sa mère, l'archiduchesse Marie-Caroline d'Autriche, est la dixième fille et le treizième enfant de l'impératrice Marie-Thérèse et de son époux, l'empereur François Ier du Saint-Empire romain germanique.
Par sa mère, elle est la nièce de Marie-Antoinette, Léopold II et de Joseph II, et par son père, elle est également la nièce de Marie-Louise d'Espagne, Marie-Isabelle d'Espagne et de Charles IV d'Espagne.
Parmi ses frères figurent le futur roi François et Léopold, prince de Salerne. Un autre frère, Charles duc de Calabre, meut en 1778 à l'âge de trois ans de la variole. La sœur aînée de Marie-Christine, Marie-Anne, est née la même année que Charles (1775), ils sont donc soit « frères nés la même année », soit « frères à moins d'un an d'intervalle »[Quoi ?].
Parmi ses sœurs, on compte la princesse Marie-Thérèse, qui porte le nom de sa grand-mère, et la princesse Louise, qui devient plus tard grande-duchesse de Toscane.
Selon le journal de sa mère, la reine Marie-Caroline, la princesse Marie-Christine et son jeune frère, le prince Joseph, furent soignés par le célèbre médecin Angelo Gatti, spécialiste de la variole (une maladie dangereuse à l'époque).
Cependant, au début de 1783, tous deux contractèrent la variole, tout comme leurs autres frères et sœurs décédés plus tôt.
Ils moururent l'un après l'autre au Palais de Caserte, à quelques jours d'intervalle.
Marie-Christine décède le 26 février 1783, à l'âge de quatre ans de la variole, un mois après son anniversaire. Elle est enterrée dans l'église de Sainte-Claire à Naples.